# Артур Туркулин
Артур Туркулин Тујко (Вареш, 7. октобар 1916 — Београд, 29. март 1945) био је учесник Народноослободилачке борбе и пуковник Југословенске армије.

## Биографија
Рођен је 7. октобра 1907. у Варешу. Његов отац Антонио (1882—1957) био је Италијан из околине Венеције, а мајка Мара (1885—1970), рођена Клобучар, Хрватица из Барање. Поред Артура имали су још десеторо деце. Након Првог светског рата и пропасти Аустроугарске, породица се из Вареша преселила у Петрињу, где је Артур завршио основну школу. Гимназију је учио у Петрињи и Сиску, а Правни факултет је завршио у Загребу. Војни рок у Југословенској војсци одслужио је у Школи резервних официра 1937. и добио чини резервног потпоручника.
Још у гимназији, прикључио се омладинском револуционарном покрету.  Током студија је постао симпатизер Комунистичке партије (КПЈ), а 1939. и њен члан. У међуратном периоду, веома активно се бавио фудбалом и играо најпре у Првом хрватском грађанском спортском клубу (претеча Динама) у Загребу, а потом у клубу Савчић (данас Младост) из Петриње.
Након завршеног факултета, Турк се у Петрињи запослио као чиновник у пореској управи. Године 1940. постао је секретар Котарског комитета КП Хрватске за Петрињу. Иако је комунистички покрет био илегалан, а комунистичка активност противзаконита, он се јавно декларисао као комуниста и антифашиста. Умео је често да се јавно залаже за комунистичке идеје у дискусијама са грађанима.
Након окупације Југославије и успостављања усташке Независне Државе Хрватске (НДХ), већ крајем априла 1941. као јавно декларисани антифашиста и комуниста, напушта Петрињу и прелази у илегалу, скривајући се у селу Моштаница, где је његова супруга радила као учитељица. Почетком масовног усташког терора над Србима, народ из петрињских села и других делова Баније отишао је на Шамарицу, где се у пределу Калина формирао збег од 500—600 људи. Овде половином јуна 1941. долази Туркулин и повезује се са Станком Бјелајцем, са којим је договорио сарадњу петрињских и глинских устаника.
После добијања вести о позиву КПЈ на устанак, јула 1941. збег на Калини је постао место окупљања герилаца и комуниста, који су 5. августа 1941. формирали Калински партизански одред. Овај одред био је састављен углавном од Срба и Хрвата, чланова КПЈ и СКОЈ из Петриње и Костајнице, али и обичних људи из збега, а његов командант био је Туркулин. Крајем септембра 1941. на Банију је дошао Сисачког партизанског одреда, након чега је 28. септембра 1941. формиран је нови Калински партизански одред чији је командант био Владо Јанић Цапо, а политички комесар Артут Туркулин Тујко. Формирањем овог Одреда настало је устаничко језгро из кога се даље ширио Народноослободилачки партизански покрет у средишњој Хрватској.
Умро је 29. марта 1945. у Београду и сахрањен је у Алеји народних хероја на београдском Новом гробљу.
Године 1939. оженио се учитељицом Драгицом Драгом Зец (1915—1955), која је такође била учесница Народноослободилачке борбе и носилац Партизанске споменице 1941.
До рата у Хрватској, 1991. његово име носиле су данашња Прва основна школа у Петрињи, као и Радничко културно-уметничко друштво из Петриње.